# Amon Düül II
Amon Düül II est un groupe de krautrock allemand, originaire de Munich. Le groupe est généralement considéré comme un des fondateurs du mouvement krautrock, en compagnie de Klaus Schulze et Tangerine Dream. Il est le successeur d'Amon Düül.

## Biographie
En 1969, le groupe Amon Düül se sépare, en raison de divergences artistiques. Deux groupes se forment alors, ceux qui garderont le nom d'Amon Düül (parfois, mais rarement, appelé Amon Düül I) et ceux qui formeront un nouveau groupe, Amon Düül II.
Formé de Chris Karrer, Peter Leopold, Falk Rogner, John Weinzierl et Renate Knaup (aujourd'hui encore la seule femme dans le groupe), Amon Düül II a une plus grande ambition musicale qu'Amon Düül. Celle-ci est évidente avec la parution de leur premier album Phallus Dei (1969), considéré par certains critiques comme une « œuvre majeure du rock parallèle » ; l'album comporte entre autres le morceau-titre d'une durée de 21 minutes (qui occupe à lui-seul toute la face B du disque, sur les vinyles), considéré comme un classique de krautrock, et qui les rend immédiatement célèbres. Le deuxième album Yeti amènera leur percée internationale, notamment au Royaume-Uni. Les journalistes d'alors se plaisaient à les comparer à Pink Floyd ou à Velvet Underground. Le groupe reçoit également des offres de la part de réalisateurs allemands, pour l'enregistrement de la bande-originale de leur film. Amon Düül II signera entre autres la bande originale du film San Domingo.
Dans les années 1970, le groupe réside à proximité du château de Kronwinkl dans le district de Basse-Bavière. En 1972, il sort l'album Carnival In Babylon sur lequel figure une chanson intitulée Kronwinkl 12.
En 1975, la signature chez Atlantic Records va être un désastre. N'ayant plus aucun contrôle sur leurs compositions, à chaque fois écourtées ou simplifiées pour de simples raisons commerciales, des tensions apparaissent au sein du groupe, qui se sépare finalement en 1978, n'enregistrant que quelques morceaux durant les années 1980. Le groupe se reforme en 1992, et recommence à enregistrer des albums, d'une qualité néanmoins très inférieure[réf. nécessaire] à celle des précédents. Ils se séparent en 1981, avant de se reformer en 1983 et publier de nouveaux albums.
« Orchestre-phare » du rock allemand européen des années 1969-1973, le groupe fut toutefois plus populaire en France et en Angleterre que dans son pays d'origine, signant, selon Pascal Bussy, « une musique étonnamment ouverte et effervescente : basée sur le rock, elle fait aussi appel à l'électro-acoustique et à un son spatial, elle cultive un côté spectaculaire et théâtral, elle veut transcender sa germanité (les albums sont remplis d'expressionnisme et de romantisme), la spontanéité y règne en maîtresse absolue. »
Leur batteur Peter Leopold décède le 8 novembre 2006. Une sépulture lui est donnée à Munich, ici-même où le groupe chantera des morceaux d'Amon Düül II en sa mémoire. Leopold est remplacé par le multi-instrumentaliste Daniel Fichelscher, depuis longtemps guitariste et batteur du groupe krautrock Popol Vuh. Fichelscher n'est pas nouveau au sein du groupe, et est en fait affilié depuis longtemps à Amon Düül II, depuis 1972 après avoir joué sur Carnival in Babylon.
Le bassiste Lothar Meid décède le 3 novembre 2015.

## Membres
- Chris Karrer – violon, guitare, saxophone, chant (1969-1981)
- John Weinzierl – guitare, basse, chant (1969-1977)
- Falk Rogner – orgue, synthétiseur, programmation (1969-1971, 1972-1975, 1981)
- Renate Knaup – chant, tambourine (1969-1970, 1972-1975, 1981)
- Dieter Serfas – batterie (1969)
- Peter Leopold – batterie, percussion (1969-1972, 1973-1979, décédé en 2006)
- Christian « Schrat » Thierfeld – bongo, chant, violon (1969-1970)
- Dave Anderson – basse (1969-1970)
- Lothar Meid – basse, chant (1971-1973, 1974, décédé en 2015)
- Karl-Heinz Hausmann – claviers, orgue, programmation (1971-1972)
- Danny Fichelscher – batterie, percussions, guitare (1972, 1981)
- Robby Heibl – basse, guitare, violon, chant (1973, 1975)
- Nando Tischer – guitare, chant (1975)
- Klaus Ebert – guitare, basse, chant (1976-1979)
- Stefan Zauner – claviers, synthétiseur, chant (1976-1979)
- Jörg Evers – basse, guitare, synthétiseur (1981)
- P.P. Kuhnen - percussions

## Discographie
- 1969 : Phallus Dei
- 1970 : Yeti
- 1971 : Tanz der Lemminge / Dance of the Lemmings
- 1972 : Carnival In Babylon
- 1972 : Wolf City
- 1972 : Angel Dust (unofficial)
- 1973 : Live In London
- 1973 : BBC Radio 1 Live in Concert Plus
- 1973 : Utopia (members of Amon Düül 2 but not under this name)
- 1974 : Vive La Trance
- 1974 : The Classic German Rock Scene: Amon Düül 2 (best of)
- 1975 : Hijack
- 1975 : Made In Germany
- 1975 : Lemmingmania (best of + 1 unreleased))
- 1976 : Pyragony X
- 1977 : Almost Alive
- 1978 : Only Human
- 1981 : Vortex
- 1983 : Hawk Meets Penguin (Amon Düül UK)
- 1985 : Meeting with Men Machines (Amon Düül UK)
- 1987 : Anthology (Best of)
- 1992 : Live in Concert (???)
- 1993 : Surrounded by the Stars / Bars (Best of + 2 unreleased)
- 1995 : Nada Moonshine
- 1996 : Eternal Flashback (2 longs tracks circa 1971)
- 1996 : Live in Tokyo
- 1997 : Flawless (Nada Moonshine alternate versions)
- 2000 : Manana (BBC Radio 1 + one more concert)
- 2010 : Düülirium